# 자나 마쇼니

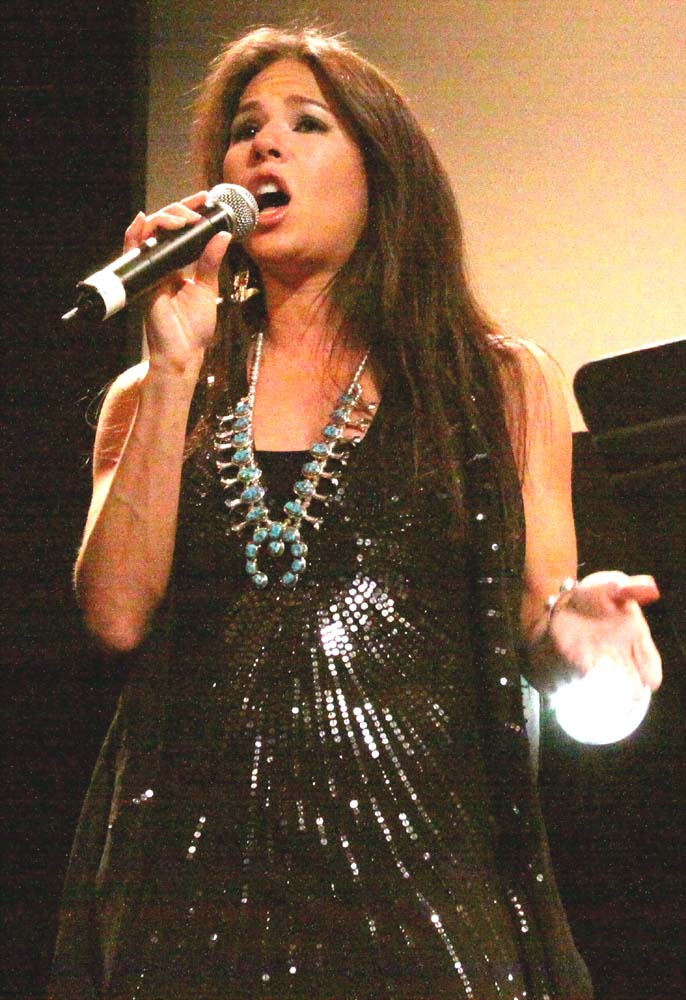

자나 마쇼니(Jana Mashonee, 2000년 1월 1일 ~ )는 미국의 배우, 가수, 영화배우이다.

## 영화
- 랩터 랜치 (2012년) - 아비 화이트클라우드 역